# Koordinatograf
Der Koordinatograf oder Koordinatograph ist eine tischgroße, manuell bediente  Zeichenmaschine zum Kartieren geodätischer Aufnahmen. Er wurde im 19. Jahrhundert entwickelt und bis etwa 1970 von einigen vermessungstechnischen Unternehmen hergestellt, u. a. von Rudolf & August Rost in Wien. Danach ging die Arbeitstechnik zunehmend auf elektronisch gesteuerte Geräte über.
Die Maschine besteht aus einer flachen Unterlage für den Zeichenkarton und einem langen, massiven Lineal (Abszisse), an dem ein zweites Lineal (Ordinate) genau rechtwinklig verschiebbar angeordnet ist. Beide Lineale tragen mehrere fein geteilte Maßstabsskalen mit Nonius und Ableselupen, das bewegliche Lineal ferner einen Meßkopf mit einer Kartiernadel, die auch gegen Zeicheninstrumente oder eine Messlupe austauschbar ist. Die Bewegung entlang der Lineale erfolgt mit einem Klemmhebel und einer Feinbewegung.
Die Maßstabsskalen tragen die gängigsten Maßstäbe 1:500, 1:1000 und (für den klassischen Kataster) 1:2880, konnten aber z. T. auch gegen andere wie 1:1440 oder 1:2500 ausgetauscht werden.
Die Einstellung der Koordinatenwerte (entweder als lokale oder als Gauß-Krüger-Koordinaten x, y) erfolgte mittels der Lupen und Feinbewegungen manuell, wobei auch die Bedienung durch zwei Techniker möglich war. Nach der Einstellung seiner berechneten Koordinaten wurde jeder Punkt mit der Nadel in den Karton gestochen ("pikiert") und mit seiner Aufnahmenummer versehen. Nach Beendigung dieser Arbeit erfolgte die Kontrolle der Messpunkte mittels der Sperrmaße; bei geraden Linien wurde manchmal auch mit Alignement kontrolliert, bei Kreisbögen mit einer Kreisschablone.
Bei sorgfältigem Arbeiten konnten Fehlerquoten unter einem Prozent erreicht werden. Zusätzliche lokale Einmaße oder Nebenpunkte (z. B. von Exzentern aus) wurden mit einem Transporteur manuell ergänzt.
Ab 1959 produzierte die Firma Dennert & Pape Aristo – Werke lochstreifengesteuerte Koordinatografen. Um 1960 begann die Entwicklung zur automatisierten Kartierung, die sich einige Jahre später – u. a. durch den lochstreifengesteuerten Coradimat – durchzusetzen begann. Im Verlauf der 1970er Jahre kamen für die Kartierung verschiedene große Plotter in Gebrauch, deren Schrittweite allerdings zunächst für die erforderliche Genauigkeit von ca. 0,05 mm noch zu gering war. Heute ist fast durchgängig der automatische Datenfluss vom Tachymeter über den PC zur Zeichenmaschine realisiert. Für spezielle Messzwecke wurden die Koordinatenmessgeräte entwickelt.